# سیلوین وایت
سیلوین وایت (فرانسوی: Sylvain White‎؛ زادهٔ ۱۲ فوریهٔ ۱۹۷۵) کارگردان و فیلم‌نامه‌نویس آمریکایی زاده فرانسه است.
از فیلم‌هایی که وی کارگردان آن بوده است می‌توان به اسلندرمن اشاره کرد.